# Mitthyridium retusum
Mitthyridium retusum är en bladmossart som beskrevs av William Dean Reese 1987 [1988. Mitthyridium retusum ingår i släktet Mitthyridium och familjen Calymperaceae. Inga underarter finns listade i Catalogue of Life.